# Ондер, Ахмет
Ахмет Ондер (тур. Ahmet Önder; род. 12 июля 1996, Одемиш, Измир) — турецкий гимнаст. Серебряный призёр чемпионатов мира и Европы. Участник Олимпийских игр.

## Карьера
Он начал заниматься гимнастикой в клубе «Savkar Cimnastik Spor Kulub» в Измире в семилетнем возрасте. Он вошёл в состав сборной Турции в 2014 году, и с тех пор принял участие в четырёх чемпионатах мира по спортивной гимнастике (2014, 2017, 2018 и 2019). Он смог завоевать серебро на чемпионате мира по спортивной гимнастике 2019 года в Штутгарте.
В 2018 году Ахмет Ондер принял участие на Средиземноморских играх в Таррагоне. Турецкий гимнаст завоевал золото на параллельных брусьях и два серебра — в опорном прыжке и в вольных упражнениях. Помимо этого он завоевал бронзовую медаль в личном первенстве.
На вторых Европейских играх 2019 года, которые состоялись в Минске, Ондер завоевал серебряную медаль на перекладине. В июле того же года он принял участие на летней универсиаде в Неаполе. Он выиграл бронзовую медаль в финале соревнований на параллельных брусьях.
В 2020 году он выиграл серебряную медаль в командных соревнованиях на национальном чемпионате в Мерсине, а вскоре после этого поехал на чемпионат Европы по спортивной гимнастике 2021 года, который проходил в Базеле. Ахмет дважды стал четвёртым (в абсолютном первенстве и в вольных упражнениях), а на перекладине стал пятым. На континентальном первенстве Ондер выступал после восстановления от травмы, полученной в начале года, и перенесённого COVID-19. Сам гимнаст отметил, что доволен результатами. Ахмет Ондер вошёл в состав сборной Турции на летние Олимпийские игры 2020 года в Токио.